# Tricyphus apicalis
Tricyphus apicalis är en stekelart som beskrevs av Joseph Kriechbaumer 1898. Tricyphus apicalis ingår i släktet Tricyphus och familjen brokparasitsteklar. Inga underarter finns listade i Catalogue of Life.